# Корозія трубопроводів
Коро́зія трубо́проводів (рос. коррозия трубопроводов; англ. corrosion of pipelines; нім. Rohrleitungskorrosion f) — процес руйнування трубопроводів під дією зовнішнього навколишнього (породи — пісок, глина, суглинки) і внутрішнього (пластова вода, емульсія, нафта, що вміщає сірководень) середовищ.
За характером взаємодії металу труб із середовищем розрізняють хімічну і електрохімічну корозію трубопроводів.

## Захист
Існує два способи захисту трубопроводів і резервуарів від ґрунтової корозії: пасивний і активний. 
До пасивного захисту належать ізоляційні покриття з різних матеріалів (бітумно-гумові, полімерні стрічки тощо). 
До активного захисту належать катодний і протекторний захисти. 
Суть катодного захисту зводиться до створення від'ємного потенціалу на поверхні трубопроводу, завдяки чому усуваються витікання електричного струму із труби, які супроводжуються корозійним роз'їданням, тобто трубопровід стає катодом, а спеціальний електрод-заземлювач — анодом. Якщо відсутнє джерело електропостачання, то застосовують протекторний захист. Він здійснюється за допомогою електродів (протекторів), які закопують у ґрунт поряд із трубопроводом (резервуаром). Протектор служить анодом. Об'єкти, які виготовлені із заліза, можуть бути захищені протекторами, що мають у своєму складі метали K, Ca, Na, Mg, Al, Mn, Zn (згідно з рядом напруг). Найкраще застосовувати магній і цинк (на поверхні алюмінію утворюється щільний оксидний шар, який знижує ефективність захисту). Для захисту трубопроводів від внутрішньої корозії використовують різні лаки, епоксидні смоли, цинко-силікатні покриття та інгібітори корозії.